# Бозино (Удмуртия)
Бозино (удм. Возьпи) — деревня в Ярском районе Удмуртской республики России. Входит в состав Еловского сельского поселения.

## География
Деревня находится в северо-западной части Удмуртии, в пределах Верхнекамской возвышенности, к западу от реки Сизьма, на расстоянии примерно 15 км (по прямой) к северу от посёлка Яр, административного центра района. Абсолютная высота — 213 м над уровнем моря.

### Часовой пояс
Деревня Бозино, как и вся Удмуртия, находится в часовой зоне МСК+1. Смещение применяемого времени относительно UTC составляет +4:00.

## История
В «Списке населенных мест Российской империи», изданном в 1876 году, населённый пункт упомянут как казённая деревня Астраханская Глазовского уезда (1-го стана), при ключе Астраханка, расположенная в 54 верстах от уездного города Глазов. В деревне насчитывалось 16 дворов и проживало 197 человек (97 мужчин и 100 женщин).

## Население
| 2010 | 2012 |
| ---- | ---- |
| 76   | ↘74  |

### Национальный состав
Согласно результатам переписи 2002 года, в национальной структуре населения удмурты составляли 78 %.

## Улицы
Уличная сеть деревни состоит из одной улицы (ул. Школьная) и одного переулка (Лесной пер.).